# Bouldermatte

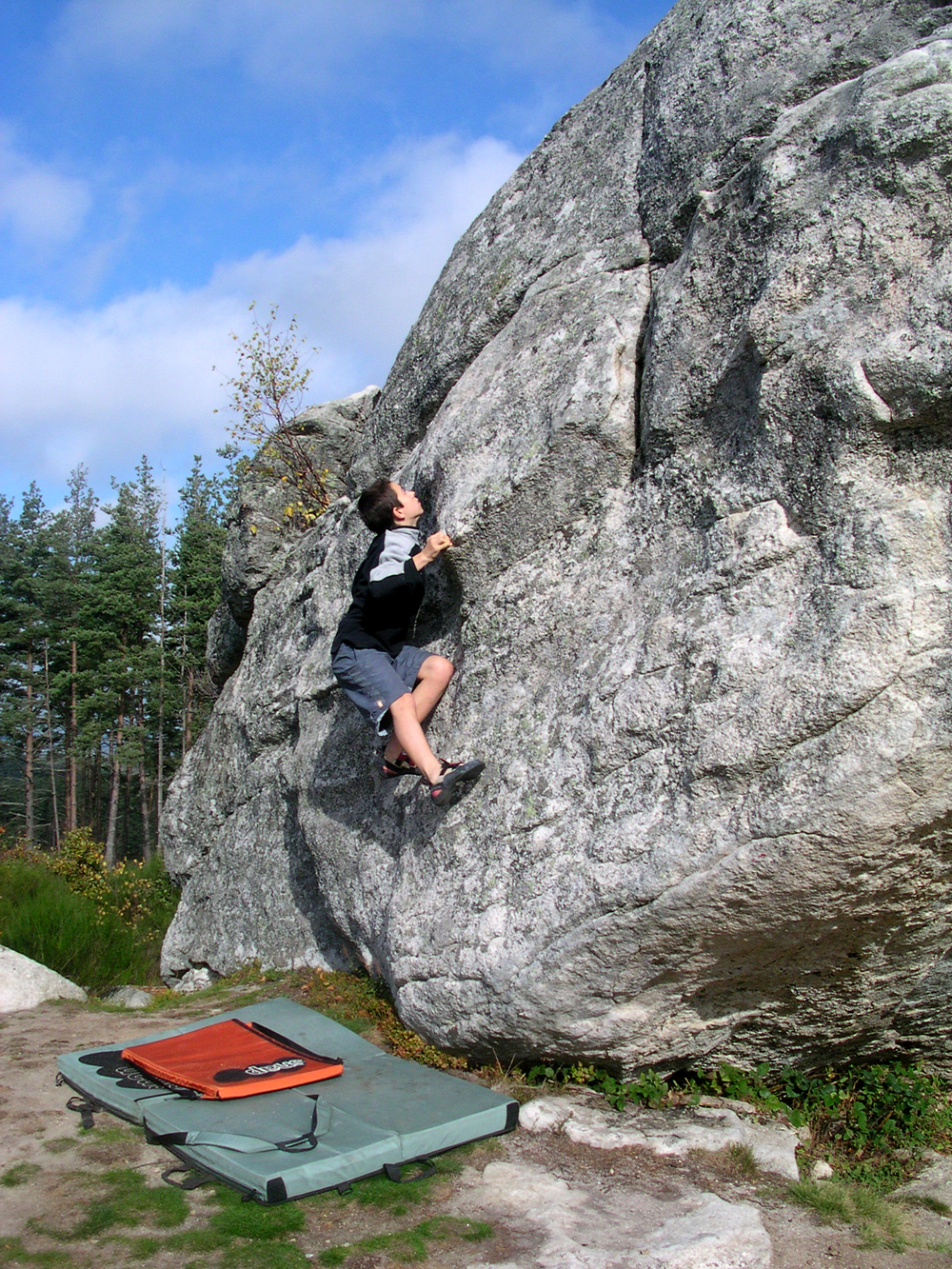
Boulderer mit Crashpad

Eine Bouldermatte oder Crashpad (engl. für Sturzpolster) ist eine dick gepolsterte Matte, vergleichbar einer Weichturnmatte, die beim Bouldern (Klettern ohne technische Sicherung bis zur Absprunghöhe) bei einem Sturz vor Verletzungen schützen soll.

## Aufbau
Die Matte besteht aus mehreren (meist zwei oder drei) Schichten mit unterschiedlichen Härtegraden.
Die obere Schicht ist hart, dient der Kraftverteilung bei harten Stürzen und sorgt dafür, ein Durchdringen und somit ein Aufschlagen am Untergrund zu vermeiden. Beim Aufkommen auf den Füßen bildet sie eine feste Fläche, damit das Sprunggelenk nicht umknickt.
Darunter befinden sich eine oder mehrere weiche Schichten, die die Aufprallenergie abfangen. 
Beim Aufprall auf die Matte wird der Schaum gestaucht und die im Schaum befindliche Luft komprimiert. Um den Kompressionsdruck abzuleiten, ist eine gute Entlüftung der Matte erforderlich. Bei Crashpads werden hierzu häufig Metallösen eingesetzt. Große Bouldermatten haben ein Gittergewebestreifen über mindestens zwei Seiten.
Eine Norm für den Aufbau von Bouldermatten (wie bei Weichbodenmatten für Schulsport üblich) gibt es nicht. Empfohlen wird jedoch bei einer Raumhöhe von unter 3 Metern eine Mattenhöhe von mindestens 20 cm, bei einer Raumhöhe von über 3 Metern eine Mattenhöhe von mindestens 30 cm. Der Aufbau besteht hierbei aus etwa einem Drittel hartem Schaum oben und zwei Dritteln weichem Schaum unten.

## Transport
Um die Matte im Freien zum Kletterort zu transportieren, ist sie faltbar und mit Tragegurten versehen. Sie hat entweder einen oder zwei Faltpunkte. Die Faltpunkte sind versetzt angeordnet, um keine Schwachpunkte in der Polsterwirkung darzustellen.

## Anwendung
Nach den geltenden Anforderungen sind die Grundprojektion der Boulderwand sowie darüber hinaus ein Fallschatten von wenigstens 2 Metern mit dämpfenden Materialien auszulegen. Dabei muss auch die Wandneigung berücksichtigt werden.
Bei der Verwendung mehrerer Matten nebeneinander sind diese fest miteinander verbunden, um ein Auseinanderrutschen zu verhindern. Außerdem sind alle Ritzen abgedeckt, um nicht mit den Füßen hineinrutschen zu können (Verletzungsgefahr).

## Ausführungen
Da jede Matte Mindestanforderungen erfüllen muss, sind die Qualitäten von Matten unterschiedlicher Hersteller vergleichbar. Unterschiede bestehen vor allem in den Anwendungsgebieten, für welche die einzelnen Modelle geeignet sind. Wichtige Faktoren sind dabei insbesondere Größe und Schichtenanzahl.
Die Anforderungen an Matten für Boulderhallen unterscheiden sich grundsätzlich von denen für Bouldern im Freien. Für die Verwendung in einer Boulderhalle spielt leichtes Handling keine Rolle, dafür ist hier die Belastbarkeit von höherer Relevanz. Aufgrund häufiger Absprünge von der Wand und Laufens auf der Matte wird diese punktuell stark beansprucht und benötigt einen hochwertigen Schaumstoffkern. Matten für stationären Gebrauch werden nach der Norm DIN 7914 hergestellt.